# Aspergillus sclerotiorum
Aspergillus sclerotiorum är en svampart som beskrevs av G.A. Huber 1933. Aspergillus sclerotiorum ingår i släktet Aspergillus och familjen Trichocomaceae.   Inga underarter finns listade i Catalogue of Life.